# Landessportler des Jahres (Sachsen-Anhalt)
Sachsen-Anhalts Sportler des Jahres  werden in einer Umfrage vom Verein Sportjournalisten Sachsen-Anhalt (VSSA) und des Landessportbunds Sachsen-Anhalts ermittelt. Die Ehrung erfolgt auf dem jährlichen Ball des Sports.

## Preisträger
| Jahr | Sportlerin                                  | Sportler                         | Mannschaft                       |
| ---- | ------------------------------------------- | -------------------------------- | -------------------------------- |
| 2024 | Isabel Gose Schwimmen                       | Lukas Märtens Schwimmen          | SC Magdeburg Handball            |
| 2023 | Isabel Gose Schwimmen                       | Florian Wellbrock Schwimmen      | SC Magdeburg Handball            |
| 2022 | Isabel Gose Schwimmen                       | Thorsten Margis Bobsport         | SC Magdeburg Handball            |
| 2021 | Isabel Gose Schwimmen                       | Florian Wellbrock Schwimmen      | SC Magdeburg Handball            |
| 2020 | wegen COVID-19-Pandemie abgesagt            | wegen COVID-19-Pandemie abgesagt | wegen COVID-19-Pandemie abgesagt |
| 2019 | Finnia Wunram Freiwasserschwimmen           | Florian Wellbrock Schwimmen      | SKV Rot-Weiß Zerbst Sportkegeln  |
| 2018 | Andrea Eskau Biathlon, Langlauf (Parasport) | Thorsten Margis Bobsport         | 1. FC Magdeburg Fußball          |
| 2017 | Franziska Hentke Schwimmen                  | Rico Freimuth Zehnkampf          | 1. FC Magdeburg Fußball          |
| 2016 | Julia Lier Rudern                           | Finn Lemke Handball              | SC Magdeburg Handball            |
| 2015 | Luise Malzahn Judo                          | Rico Freimuth Zehnkampf          | 1. FC Magdeburg Fußball          |
| 2014 | Andrea Eskau Biathlon, Langlauf (Parasport) | Paul Biedermann Schwimmen        | Mitteldeutscher BC Basketball    |
| 2013 |                                             |                                  |                                  |
| 2012 |                                             |                                  |                                  |
| 2011 |                                             |                                  |                                  |
| 2010 | Tatjana Hüfner Rennrodeln                   | Paul Biedermann Schwimmen        | SKV Rot-Weiß Zerbst Sportkegeln  |